# Tour-de-Faure
Tour-de-Faure település Franciaországban, Lot megyében. Lakosainak száma 320 fő (2022. január 1.). Tour-de-Faure Bouziès, Cabrerets, Cénevières, Crégols, Saint-Cirq-Lapopie, Saint-Martin-Labouval és Sauliac-sur-Célé községekkel határos.

## Népesség
A település népessége az elmúlt években az alábbi módon változott:
| Lakosok száma | 331  | 307  | 296  | 365  | 357  | 329  | 323  | 317  | 314  | 320  |
|               | 1968 | 1982 | 1990 | 2006 | 2013 | 2015 | 2017 | 2019 | 2020 | 2022 |